# Римована проза
Римована проза — художній текст, який позбавлений внутрішнього ритму (чергування ударних і ненаголошених складів не впорядкований), проте містить в собі рими. Якщо завершувані римами відрізки в цілому збігаються з синтаксичними паузами (при парному римуванні) — це райошник, який «був дуже чітко розчленований на рядки, підкреслені синтаксисом і розмічені римами» (Михайло Гаспаров). Римована проза — це довільне розташування відрізків і рим, що робить форму тексту своєрідною.
У давньогрецькій прозі рима почала використовуватися з часів Горгія. Потім римована проза з'явилася і в латинській літературі, особливо розвинувшись за часів пізньої античності. Її часто використовували в середньовічних документах і хроніках, а також в мусульманських (арабських, перських) проповідях і листах.

Зустрічається римована проза в творах польських та українських полемістів С. Оріховського, Петра Скарги, Мелетія Смотрицького та ін.